# Dolmen von Menez Lié
Der Dolmen von Menez Lié (auch Menlié-Dolmen oder wegen seiner Form „Ar Bilig“ – dt. Pfannkuchenpfanne genannt) liegt in einem Feld auf den südwestlichen Hängen des Ménez-Hom, östlich von Saint-Nic im Département Finistère in der Bretagne in Frankreich. Dolmen ist in Frankreich der Oberbegriff für neolithische Megalithanlagen aller Art (siehe: Französische Nomenklatur).
Jean-Marie Bachelot de la Pylaie (1786–1856) erwähnte ihn 1850 als erster unter dem Namen „Men-Lié“ und gab ihn in seinem Buch Études archeologique getreu wieder. Louis Flagelle 1876 und du Paul du Châtellier 1907 beschrieben ihn in ihren jeweiligen Schriften. Der Dolmen ist immer noch so wie von Bachelot de la Pylaie beschrieben.
Der kleine einfache Dolmen (französisch Dolmen simple) hat einen etwa 2,6 × 1,75 m messenden 0,65 m dicken, mit Quarzstreifen geäderten, allseits weit überstehenden Deckstein aus Sandstein, der auf einem großen 1,2 m hohen, 1,0 m breiten und 0,3 m dicken Endstein aus Sandsteinschiefer und drei Seitensteinen, die sich nach innen lehnen, aufliegt. Die Tragsteine messen 1,1 × 0,7 × 0,45 m; 1,1 × 0,8 × 0,5 m und 1,1 × 0,6 × 0,28 m und sind aus Sandstein.